# Chhipabarod
Chhipabarod là một thị trấn thống kê (census town) của quận Baran thuộc bang Rajasthan, Ấn Độ.

## Nhân khẩu
Theo điều tra dân số năm 2001 của Ấn Độ, Chhipabarod có dân số 16.026 người. Phái nam chiếm 51% tổng số dân và phái nữ chiếm 49%. Chhipabarod có tỷ lệ 62% biết đọc biết viết, cao hơn tỷ lệ trung bình toàn quốc là 59,5%: tỷ lệ cho phái nam là 73%, và tỷ lệ cho phái nữ là 50%. Tại Chhipabarod, 18% dân số nhỏ hơn 6 tuổi.